# Alejandro de Guzman
Alejandro de Guzman (Bauang, 24 februari 1889 - Dagupan, 24 oktober 1941) was een Filipijns politicus.

## Biografie
Alejandro de Guzman werd geboren op 24 februari in Bauang in de Filipijnse provincie La Union. Hij was een zoon van Pelayo de Guzman en Graciana Florendo. Hij voltooide in 1913 een bachelor-diploma rechten aan de University of the Philippines. Op 17 oktober van datzelfde jaar slaagde hij voor het toelatingsexamen van de Filipijnse balie.
Bij de verkiezingen van 1916 werd De Guzman namens het 4e kiesdistrict van Pangasinan gekozen in het Filipijns Huis van Afgevaardigden. In 1919 werd hij herkozen met een termijn tot 1922. Nadat Camilo Osias in 1925 werd gekozen tot Resident Commissioner werd De Guzman bij speciale verkiezingen namens het 2e Senaatsdistrict gekozen in Senaat van de Filipijnen voor het restant van diens termijn tot 1931. In 1934 werd De Guzman gekozen tot afgevaardigde namens het 2e kiesdistrict van La Union op de Constitutionele Conventie, waar de Filipijnse Grondwet van 1935 werd ontworpen.
Naast zijn politieke carrière was de Guzman van Van 1915 tot 1917 en van 1929 tot 1931 lid van de raad van bestuur van de University of the Philippines. Ook was hij actief als zakenman en was hij werkzaam als advocaat. 
De Guzman overleed in 1941 op 52-jarige leeftijd. Hij was getrouwd met Rosario Flor en kreeg met haar zes kinderen. De broer van Alejandro de Guzman, Bernabe de Guzman was van 1919 tot 1925 ook senator.